# Кречунешть (Хунедоара)
Кречунешть, Кречунешті (рум. Crăciunești) — село у повіті Хунедоара в Румунії. Входить до складу комуни Бейца.
Село розташоване на відстані 307 км на північний захід від Бухареста, 15 км на північ від Деви, 101 км на південний захід від Клуж-Напоки, 130 км на схід від Тімішоари.

## Населення
За даними перепису населення 2002 року у селі проживали 284 особи, з них 280 осіб (98,6%) румунів. Рідною мовою 280 осіб (98,6%) назвали румунську.